# Gran Premi d'Àustria del 2001
Resultats del Gran Premi d'Àustria de Fórmula 1 de la temporada 2001, disputat al circuit d'A1-Ring el 13 de maig del 2001.

## Resultats
| Pos | No | Pilot                 | Equip              | Voltes | Temps/ Retirada    | Pos. de sortida | Punts |
| --- | -- | --------------------- | ------------------ | ------ | ------------------ | --------------- | ----- |
| 1   | 4  | David Coulthard       | McLaren - Mercedes | 71     | 1h 27' 45. 927     | 7               | 10    |
| 2   | 1  | Michael Schumacher    | Ferrari            | 71     | + 2.190 s          | 1               | 6     |
| 3   | 2  | Rubens Barrichello    | Ferrari            | 71     | + 2.527 s          | 4               | 4     |
| 4   | 17 | Kimi Räikkönen        | Sauber - Petronas  | 71     | + 41.593 s         | 9               | 3     |
| 5   | 9  | Olivier Panis         | BAR - Honda        | 71     | + 53.775 s         | 10              | 2     |
| 6   | 14 | Jos Verstappen        | Arrows - Asiatech  | 70     | + 1 Volta          | 16              | 1     |
| 7   | 18 | Eddie Irvine          | Jaguar - Cosworth  | 70     | + 1 Volta          | 13              |       |
| 8   | 10 | Jacques Villeneuve    | BAR - Honda        | 70     | + 1 Volta          | 12              |       |
| 9   | 16 | Nick Heidfeld         | Sauber - Petronas  | 69     | + 2 Voltes         | 6               |       |
| 10  | 22 | Jean Alesi            | Prost - Acer       | 69     | + 2 Voltes         | 20              |       |
| 11  | 23 | Luciano Burti         | Prost - Acer       | 69     | + 2 Voltes         | 17              |       |
| Ret | 8  | Jenson Button         | Benetton - Renault | 60     | Motor              | 21              |       |
| Ret | 19 | Pedro de la Rosa      | Jaguar - Cosworth  | 48     | Transmissió        | 14              |       |
| Ret | 6  | Juan Pablo Montoya    | Williams - BMW     | 41     | Hidràulics         | 2               |       |
| Ret | 21 | Fernando Alonso       | Minardi - European | 38     | Caixa canvi        | 18              |       |
| Ret | 20 | Tarso Marques         | Minardi - European | 25     | Caixa canvi        | 22              |       |
| Ret | 15 | Enrique Bernoldi      | Arrows - Asiatech  | 17     | Hidràulics         | 15              |       |
| DSQ | 12 | Jarno Trulli          | Jordan - Honda     | 14     | Semàfor en vermell | 5               |       |
| Ret | 5  | Ralf Schumacher       | Williams - BMW     | 10     | Frens              | 3               |       |
| Ret | 7  | Giancarlo Fisichella  | Benetton - Renault | 3      | Motor              | 19              |       |
| Ret | 3  | Mika Häkkinen         | McLaren - Mercedes | 1      | Transmissió        | 8               |       |
| Ret | 11 | Heinz Harald Frentzen | Jordan - Honda     | 0      | Caixa canvi        | 11              |       |

## Altres
- Pole: Michael Schumacher 	1' 09. 562

- Volta ràpida: David Coulthard 1' 10. 843 (a la volta 48)